# INALDE Business School
INALDE Business School es el Instituto de Alta Dirección Empresarial de la Universidad de La Sabana y la primera escuela de negocios de Colombia. Fundada en 1985, año en que se llevó a cabo la primera sesión, el 2 de octubre.   
Los programas que se imparten en INALDE Business School son: Executive MBA (Maestría en Administración de Empresas), Programa de Alta Dirección Empresarial - PADE, Programa de Desarrollo Directivo - PDD, In Company, Latin American Management Seminar - LAMS y Programas Enfocados Live.  
La escuela está acreditada por dos asociaciones internacionales: la Association to Advance Collegiate Schools of Business (AACSB) y la Association of MBAs (AMBA). Cuenta con la membresía Bronce de la Business Graduate Association (BGA) y hace parte del Principles for Responsible Management Education (PRME).

## Covid 19: INALDE Virtual
Ante la situación mundial a causa de la pandemia de la Covid-19, INALDE Business School diseña nuevos programas y espacios de discusión de manera virtual para la comunidad INALDE, los líderes, directivos, empresarios y emprendedores del país. En estos espacios los participantes encuentran soluciones más cercanas para sus empresas mediante la enseñanza virtual. 
Entre los recursos para enfrentar la crisis, INALDE crea un espacio digital con contenidos online como podcast, Live Sessions y programas Enfocados Live. 

## Cronología
- 1980: Surge la idea de crear una escuela de alta dirección en Colombia.
- 1984: Se dieron los primeros pasos para la creación de la Business School.
- 1985: El primer programa de INALDE inició el 2 de octubre de 1985 y se extendió hasta junio de 1986. Ese mismo año, nació el Programa de Alta Dirección Empresarial - PADE.
- 2000: Se logró que a los programas PADE, PDD y Executive MBA se les agregara una Semana Internacional de intercambio de saberes en México.

A partir de la unión de varios egresados, surgen las líneas de acción INALDE para atender las necesidades de la sociedad en tiempos de pandemia. Estas líneas de acción son: INALDE compra INALDE; Alumni Consultor Pymes; Misión INALDE y Conexión Laboral.

## Directores generales
| Nombre                          | Año de inicio | Año de finalización |
| Guillermo Pardo Koppel          | 1985          | 1995                |
| Peter Montes Swanson            | 1996          | 2000                |
| Pedro Niño Rodríguez            | 2003          | 2012                |
| Luis Fernando Jaramillo Carling | 2013          | 2018                |
| Alejandro Moreno-Salamanca      | 2019          | 2023                |
| Obdulio Velásquez Posada        | 2023          | Actualmente         |